# Салман аль-Фариси

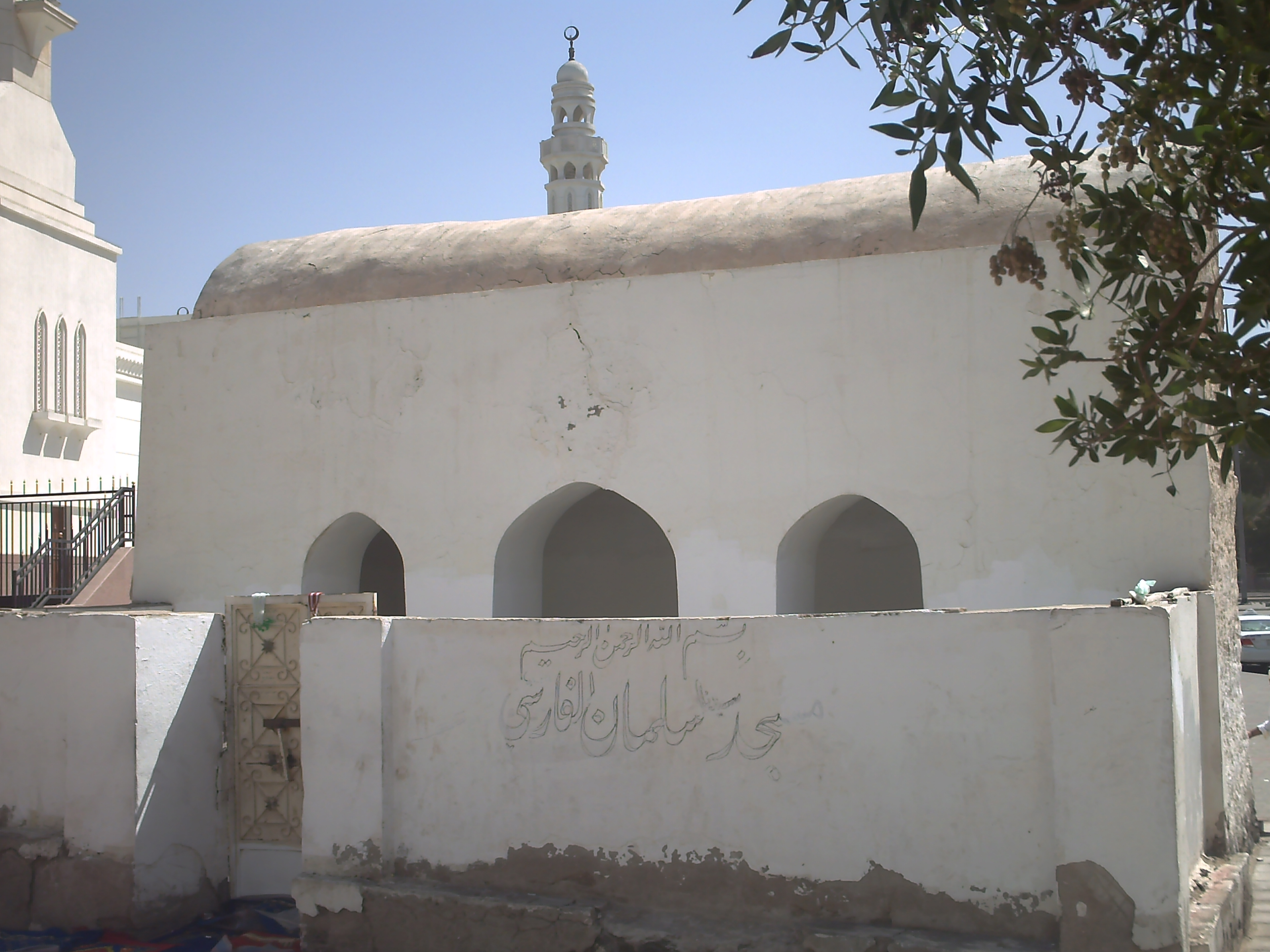
Мечеть Салмана аль-Фариси, Битва у рва, Медина

Салма́н аль-Фа́риси (араб. سلمان الفارسي‎; 568, Казерун, Парс, Государство Сасанидов — 657, Ктесифон) — сподвижник пророка Мухаммеда и его вольноотпущенник. Первый перс, принявший ислам.

## Биография
Салман аль-Фариси родился в Персии, недалеко от Исфахана. Его отец был зороастрийцем и он обязал своего сына Салмана, которого в то время звали Рузбех (означает хороший день), поддерживать в доме огонь для ритуальных целей. Однажды, познакомившись с христианами, он заинтересовался их религией. Несмотря на протесты отца, Салман продолжал поддерживать с ними отношения и однажды бежал из дома, присоединившись к каравану, идущему в Сирию. В Сирии Салман аль-Фариси служил у христианских монахов. После смерти своего последнего наставника он отправился служить христианскому монаху, живущему в Мосуле, а затем в Нусайбин и Аммурию.
По совету своего последнего наставника, который рассказал ему о пришествии последнего Божьего пророка и описал его приметы, Салман отправился в Хиджаз. По дороге в Хиджаз спутники Салмана аль-Фариси пленили его и продали в рабство иудею в Вади аль-Курре, который в свою очередь продал его иудею-курайшиту из Медины. После хиджры пророка Мухаммеда в Медину Салман пошёл к нему, обнаружил в нём признаки, которые описал ему его последний духовный наставник из Аммурии, и принял ислам. В 5 году хиджры мусульмане помогли Салману заплатить выкуп и приобрести свободу. В 5 году хиджры Салман аль-Фариси принял участие в битве у рва. В 638 году он вместе с Хузайфой основали южнее Мадаина, на побережье Евфрата, город Куфу.

## Военная деятельность
В битве у рва (626) против мусульман выступила почти 10-тысячная армия язычников, и мусульмане решили занять оборонительную позицию в Медине. Для облегчения обороны города Салман аль-Фариси посоветовал вырыть рвы вокруг Медины. Благодаря этому рву мусульманам удалось отразить наступление противника, а сама битва вошла в историю под названием «битвы у рва». В период битвы у рва пророк Мухаммед символически объявил его членом своей семьи (Ахль аль-Байт). После смерти пророка Мухаммеда был сподвижником Али ибн Абу Талиба.
В период правления халифа Умара Салман принял участие в военных походах против Персии под командованием Саада ибн Абу Ваккаса. При взятии мусульманами столицы Персии Мадаина (Ктесифона) Салман уговорил сдаться гарнизон шахской охраны дворца.